# Nothocremastus longitarsus
Nothocremastus longitarsus är en stekelart som beskrevs av Narolsky 1990. Nothocremastus longitarsus ingår i släktet Nothocremastus och familjen brokparasitsteklar. Inga underarter finns listade i Catalogue of Life.